# مجلس نواب البوسنة والهرسك
مجلس نواب البوسنة والهرسك (بالإنجليزية: House of Representatives of Bosnia and Herzegovina)‏ هو الهيئة التشريعية في البوسنة والهرسك، ويتكون من 42 مقعداً، يقع المقر الرئيسي له في سراييفو، وهو المجلس الأدنى في الجمعية البرلمانية للبوسنة والهرسك.

## طالع أيضًا
- الجمعية البرلمانية للبوسنة والهرسك